# Serie A1 1981-1982 (pallacanestro maschile)
Il campionato di Serie A1 di pallacanestro maschile 1981-1982 è stato il sessantesimo organizzato in Italia.
La prima fase del campionato prevede un girone all'italiana con partite di andata e ritorno. La vittoria vale 2 punti, la sconfitta 0. La seconda fase è la cosiddetta fase ad orologio, dove cioè ogni squadra gioca 3 ulteriori partite in case contro le squadre che la seguivano in classifica, e 3 in trasferta contro quelle che la precedevano. La terza fase sono i play-off a cui accedono le prime 8 classificate, insieme alle prime 4 della Serie A2 1981-1982. Le prime 4 classificate sono ammesse automaticamente ai quarti di finale. Tutti i turni di play-off si svolgono al meglio delle 3 gare, con l'eventuale sfida decisiva in casa della squadra meglio classificata dopo la seconda fase.
Le squadre classificate al 9º e al 10º posto restano in Serie A1; quelle classificate all'11º ed al 12º disputano lo spareggio contro la 5ª e la 6ª di Serie A2 per la permanenza in Serie A1. Le ultime 2 classificate retrocedono in Serie A2.

## Stagione regolare

### Classifica
|  |     | Classifica Stagione regolare 1981-1982 | Pt | G  | V  | P  | PF   | PS   |
|  | --- | -------------------------------------- | -- | -- | -- | -- | ---- | ---- |
|  | 1.  | Scavolini Pesaro                       | 50 | 32 | 25 | 7  | 2943 | 2752 |
|  | 2.  | Berloni Torino                         | 44 | 32 | 22 | 10 | 2845 | 2653 |
|  | 3.  | Billy Milano                           | 42 | 32 | 21 | 11 | 2444 | 2424 |
|  | 4.  | Squibb Cantù                           | 38 | 32 | 19 | 13 | 2893 | 2653 |
|  | 5.  | Sinudyne Bologna                       | 38 | 32 | 19 | 13 | 2825 | 2726 |
|  | 6.  | Acqua Fabia Rieti                      | 34 | 32 | 17 | 15 | 2606 | 2584 |
|  | 7.  | Cagiva Varese                          | 32 | 32 | 16 | 16 | 2568 | 2532 |
|  | 8.  | Latte Sole Bologna                     | 30 | 32 | 15 | 17 | 2600 | 2713 |
|  | 9.  | Jesus Jeans Mestre                     | 30 | 32 | 15 | 17 | 2558 | 2664 |
|  | 10. | Banco Roma                             | 28 | 32 | 14 | 18 | 2657 | 2721 |
|  | 11. | Carrera Venezia                        | 26 | 32 | 13 | 19 | 2696 | 2669 |
|  | 12. | Recoaro Forlì                          | 22 | 32 | 11 | 21 | 2331 | 2469 |
|  | 13. | Benetton Treviso                       | 18 | 32 | 9  | 23 | 2465 | 2594 |
|  | 14. | Bartolini Brindisi                     | 16 | 32 | 8  | 24 | 2541 | 2818 |

## Play-off
|  | Ottavi di finale | Ottavi di finale      | Ottavi di finale     | Ottavi di finale | Ottavi di finale |  |  | Quarti di finale | Quarti di finale      | Quarti di finale     | Quarti di finale | Quarti di finale |    |    | Semifinali       | Semifinali       | Semifinali       | Semifinali   | Semifinali   |    |    | Finale | Finale | Finale | Finale | Finale |  |
|  |                  |                       |                      |                  |                  |  |  |                  |                       |                      |                  |                  |    |    |                  |                  |                  |              |              |    |    |        |        |        |        |        |  |
|  |                  |                       |                      |                  |                  |  |  | 1                | Scavolini Pesaro      | Scavolini Pesaro     | 92               | 83               |    |    |                  |                  |                  |              |              |    |    |        |        |        |        |        |  |
|  | 6                | Acqua Fabia Rieti     | Acqua Fabia Rieti    | 80               | 70               |  |  |                  | Honky Jeans Fabriano  | Honky Jeans Fabriano | 83               | 73               |    |    |                  |                  |                  |              |              |    |    |        |        |        |        |        |  |
|  | 3A2              | Honky Jeans Fabriano  | Honky Jeans Fabriano | 82               | 77               |  |  |                  |                       |                      |                  |                  |    |    | Scavolini Pesaro | Scavolini Pesaro | 115              | 79           | 88           |    |    |        |        |        |        |        |  |
|  | 5                | Sinudyne Bologna      | Sinudyne Bologna     | 89               | 89               |  |  |                  |                       | Sinudyne Bologna     | Sinudyne Bologna | 105              | 83 | 87 |                  |                  |                  |              |              |    |    |        |        |        |        |        |  |
|  | 4A2              | Libertas Livorno      | Libertas Livorno     | 75               | 78               |  |  |                  | Sinudyne Bologna      | 87                   | 83               | 102              |    |    |                  |                  |                  |              |              |    |    |        |        |        |        |        |  |
|  |                  |                       |                      |                  |                  |  |  | 4                | Squibb Cantù          | 90                   | 78               | 100              |    |    |                  |                  |                  |              |              |    |    |        |        |        |        |        |  |
|  |                  |                       |                      |                  |                  |  |  |                  |                       |                      |                  |                  |    |    | Scavolini Pesaro | Scavolini Pesaro | Scavolini Pesaro | 86           | 72           |    |    |        |        |        |        |        |  |
|  |                  |                       |                      |                  |                  |  |  |                  |                       |                      |                  |                  |    |    |                  |                  | Billy Milano     | Billy Milano | Billy Milano | 89 | 73 |        |        |        |        |        |  |
|  |                  |                       |                      |                  |                  |  |  | 3                | Billy Milano          | 89                   | 71               | 72               |    |    |                  |                  |                  |              |              |    |    |        |        |        |        |        |  |
|  | 8                | Latte Sole Bologna    | Latte Sole Bologna   | 70               | 68               |  |  |                  | Cidneo Brescia        | 81                   | 78               | 66               |    |    |                  |                  |                  |              |              |    |    |        |        |        |        |        |  |
|  | 1A2              | Cidneo Brescia        | Cidneo Brescia       | 80               | 69               |  |  |                  |                       |                      |                  |                  |    |    | Billy Milano     | Billy Milano     | Billy Milano     | 82           | 66           |    |    |        |        |        |        |        |  |
|  | 7                | Cagiva Varese         | 74                   | 57               | 79               |  |  |                  |                       | Berloni Torino       | Berloni Torino   | Berloni Torino   | 71 | 65 |                  |                  |                  |              |              |    |    |        |        |        |        |        |  |
|  | 2A2              | San Benedetto Gorizia | 63                   | 70               | 81               |  |  |                  | San Benedetto Gorizia | 70                   | 70               | 76               |    |    |                  |                  |                  |              |              |    |    |        |        |        |        |        |  |
|  |                  |                       |                      |                  |                  |  |  | 2                | Berloni Torino        | 87                   | 67               | 91               |    |    |                  |                  |                  |              |              |    |    |        |        |        |        |        |  |

## Spareggi Serie A1
|  | Finali spareggio | Finali spareggio     | Finali spareggio | Finali spareggio | Finali spareggio |  |  | In Serie A1     | In Serie A1     | In Serie A1     | In Serie A1     | In Serie A1     |  |
|  |                  |                      |                  |                  |                  |  |  |                 |                 |                 |                 |                 |  |
|  | 11A1             | Carrera Venezia      | 89               | 83               | 77               |  |  |                 |                 |                 |                 |                 |  |
|  | 6A2              | Latte Matese Caserta | 80               | 84               | 64               |  |  | Carrera Venezia | Carrera Venezia | Carrera Venezia | Carrera Venezia | Carrera Venezia |  |
|  | 12A1             | Recoaro Forlì        | Recoaro Forlì    | 80               | 68               |  |  | OECE Trieste    | OECE Trieste    | OECE Trieste    | OECE Trieste    | OECE Trieste    |  |
|  | 5A2              | OECE Trieste         | OECE Trieste     | 81               | 74               |  |  |                 |                 |                 |                 |                 |  |

## Verdetti

La Billy festeggia il 20º scudetto

- Campione d'Italia:  Billy Milano

Formazione: John Gianelli, Franco Boselli, Mike D'Antoni, Pierpaolo Del Buono, Vittorio Ferracini, Vittorio Gallinari, Marco Lamperti, Dino Meneghin, Mario Pettorossi, Roberto Premier, Rinaldo Innocenti, Antonio Della Monica, Italo Pignolo, Vincenzo Sciacca. Allenatore: Dan Peterson.
- Retrocessioni in Serie A2: Recoaro Forlì, Benetton Treviso, Bartolini Brindisi